# Carlotta Cambi
Carlotta Cambi (San Miniato, 28 de maio de 1996) é uma jogadora de voleibol italiana, que atua na posição de levantadora.

## Carreira
Cambi nasceu em San Miniato, Itália, mas cresceu em Montopoli, no Val d'Arno, onde ainda vive.
Ela participou do Campeonato Europeu de Voleibol Feminino de 2017, da Liga das Nações Femininas de Voleibol da FIVB de 2018, e do Montreux Volley Masters de 2019. Ela foi selecionada para jogar o jogo All-Star da Liga Italiana em 2017.
Ao longo dos anos no Volleyrò fez parte das seleções juvenis italianas, conquistando a medalha de prata no Campeonato Europeu de 2013 com a seleção sub-18; com a seleção nacional sub-20 conquistou o bronze no mundial de 2015. Foi então convocada para a seleção principal a partir de 2016, com a qual conquistou a medalha de prata no mundial de 2018 e a medalha de prata na Universíada. Em 2024, conquistou o ouro na Liga das Nações de Voleibol e nos Jogos Olímpicos.